# اچ‌دی‌ام‌اس نارولین (اس۳۲۰)
اچ‌دی‌ام‌اس نارولین (اس۳۲۰) (به انگلیسی: HDMS Narhvalen (S320)) یک زیردریایی بود که طول آن ۴۳٫۹ متر (۱۴۴ فوت) بود. این زیردریایی در سال ۱۹۶۸ ساخته شد.